# Cour suprême de l'URSS
Pour les articles homonymes, voir Cour suprême.

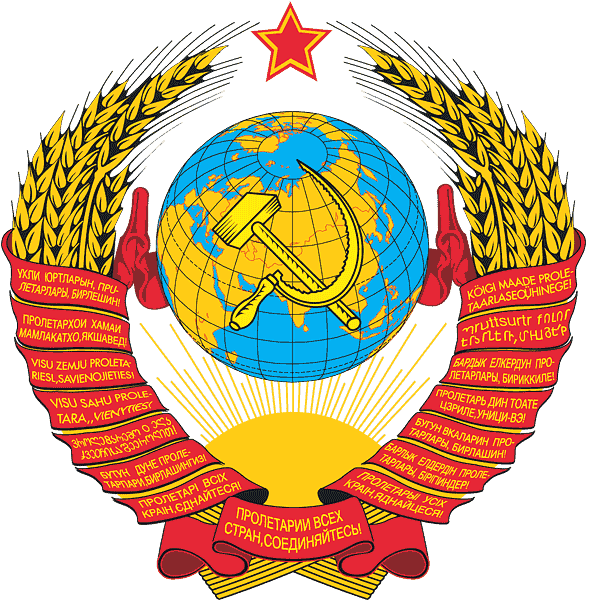
Blason de l'Union des Républiques socialistes soviétiques.

La Cour suprême de l'URSS (russe : Верховный Суд СССР) est la plus haute juridiction de l'Union soviétique durant son existence. La Cour suprême de l'URSS comporte un Collège militaire et d'autres éléments qui n'étaient pas typiques des cours suprêmes dans d'autres pays. 
En Russie, elle est remplacée par la Cour suprême de la fédération de Russie après la dislocation de l'URSS.

## Présidents
- 1923-1932 : Pēteris Stučka
- 1932-1937 : Ivan Bulat
- 1937 : Yakov Dmitriyev
- 1937-1938 : Andrey Solodilov
- 1938-1939 : Ignaty Rozhnov
- 1939-1945 : Anatoly Rubichev
- 1945-1949 : Alexander Nesterov
- 1949-1957 : Stepan Bityukov
- 1957-1962 : Anatoly Rubichev
- 1962-1972 : Lev Smirnov (en)
- 1972-1984 : Alexander Orlov
- 1984-1987 : Nikolay Malshakov
- 1987-1989 : Yevgeny Smolentsev
- 1989-1991 : Vyacheslav Lebedev (en)

## Source de la traduction
- (en) Cet article est partiellement ou en totalité issu de l’article de Wikipédia en anglais intitulé « Supreme Court of the Soviet Union » (voir la liste des auteurs).